# Brachaelurus waddi
Lo squalo cieco (Brachaelurus waddi (Bloch e Schneider, 1801)), unico membro del genere Brachaelurus, è una delle due specie della famiglia dei Bracheluridi. Vive nelle acque subtropicali dell'Oceano Pacifico sud-occidentale, al largo del Queensland e del Nuovo Galles del Sud, a latitudini comprese tra gli 8° e i 33° S. Raggiunge una lunghezza massima di circa 1,20 m. Nonostante il nome, non è propriamente cieco; la sua vista è "perfettamente adeguata". In cattività può vivere fino a 20 anni.
La riproduzione è ovovivipara.

## In acquario
Lo squalo cieco è una delle poche specie di squalo ritenuta adeguata all'allevamento anche in acquari d'acqua salata domestici. Le sue qualità principali sono le ridotte dimensioni degli esemplari adulti e la "predilezione per gli spazi ristretti". Malgrado questo, è inattivo per tutto il giorno, e trascorre le ore diurne nascosto in ripari adeguatamente forniti dal possessore dell'acquario. I Bracheluridi vengono allevati con successo con una dieta a base di pesce e frutti di mare surgelati, in acque a una temperatura di 17-24 °C. Gli squali ciechi si riproducono addirittura in cattività: all'Acquario di Sydney vi è perfino un'intera colonia riproduttiva di questi pesci.